# Дантон (фільм, 1982)
«Дантон» (фр. Danton) — французько-польський історичний фільм-драма 1982 року, поставлений режисером Анджеєм Вайдою за п'єсою Станіслави Пшибишевської «Справа Дантона». Фільм зрежисований Вайдою після його переїзду до Франції в 1982 році (услід за розгоном "Солідарності"й інтернуванням її лідерів). Він викликав неоднозначну реакцію у Франції та за її межами, проте був відзначений преміями BAFTA, «Сезар» та низкою інших фестивальних та професійних кінонагород .

## Сюжет
Франція, Париж, холодна весна другого року Республіки (1794). З вересня 1793 року країна живе за законами революційного терору. Дантон (Жерар Депардьє), найпопулярніший в народі лідер Революції, повертається до столиці з надією покласти край репресіям; при в'їзді до міста його зустрічає гільйотина, що похмуро поблискує в місячному світлі. Дантону протистоїть радикальний Комітет громадського порятунку, очолюваний Робесп'єром (Войцех Пшоняк). На боці Дантона — журналіст Каміль Демулен з безмежно відданою дружиною.
Після довгих коливань і спроб переманити Дантона та Демулена на свій бік, Робесп'єр приймає рішення про їх арешт; воно буде виконано в ніч з 9 на 10 жерміналя (29-30 березня 1794). Полум'яний ораторський дар Дантона, залишеного прибічниками й до того ж замішаного в корупції, не допомагає йому впоратися з супротивниками. Швидкий і неправедний суд відправляє Дантона на гільйотину (16 жерміналя, або 5 квітня 1794).
Перед смертю Дантон устигає виголосити безсмертні промови про те, що «революція пожирає своїх дітей», і передректи швидке падіння Робесп'єра.

## У ролях
| • Жерар Депардьє          | … | Дантон                   |
| • Войцех Пшоняк           | … | Максиміліан Робесп'єр    |
| • Патріс Шеро             | … | Демулен                  |
| • Ролан Бланш             | … | Лакруа                   |
| • Ангела Вінклер          | … | Люсіль Демулен           |
| • Богуслав Лінда          | … | Сен-Жуст                 |
| • Тадеуш Гук              | … | Кутон                    |
| • Анджей Северин          | … | Франсуа-Луї Бурдон       |
| • Жак Вільре              | … | Франсуа-Жозеф Вестерманн |
| • Маріан Коциняк          | … | Жан-Батист Робер Ленде   |
| • Марек Кондрат           | … | Бертран Барер де В'єзак  |
| • Роже Планшон            | … | Фук'є-Тенвіль            |
| • Анн Альваро             | … | Елеонора Дюпле           |
| • Леонард Петрашак        | … | Карно                    |
| • Чеслав Воллейко         | … | Вадьє                    |
| • Кшиштоф Глобіш          | … | Амар                     |
| • Малгожата Зайончковська | … | покоївка                 |
| • Артюс де Пенгрен        |   |                          |
| • Єжи Треля               | … | Бійо-Варенн              |

## Знімальна група
- Автори сценарію — Жан-Клод Карр'єр, Анджей Вайда, Агнешка Голланд, Болеслав Міхалек, Яцек Гонсеровський
- Режисер-постановник — Анджей Вайда
- Продюсери — Барбара Пец-Слесицька, Маргарет Менегос
- Делегований продюсер — Еммануєль Шлюмберже
- Асоційований продюсер — Ренцо Росселліні
- Оператор — Ігор Лютер
- Композитор — Жан Продромідес
- Монтаж — Галина Пругар-Кетлінг
- Художник-постановник — Аллан Старські
- Художник по костюмах — Івонн Сассіно Де Нель
- Художник-декоратор — Жан Каромель, Анрі Лакосте, Барбара Новак, Марія Осечка-Кумінек
- Артдиректор — Жиль Ватер
- Звук — Піотр Завадський, Домінік Еннекен, Жан-П'єр Ру
- Підбір акторів — Марі-Крістіна Лафосс, Анрі Лоран

## Психологічний поєдинок

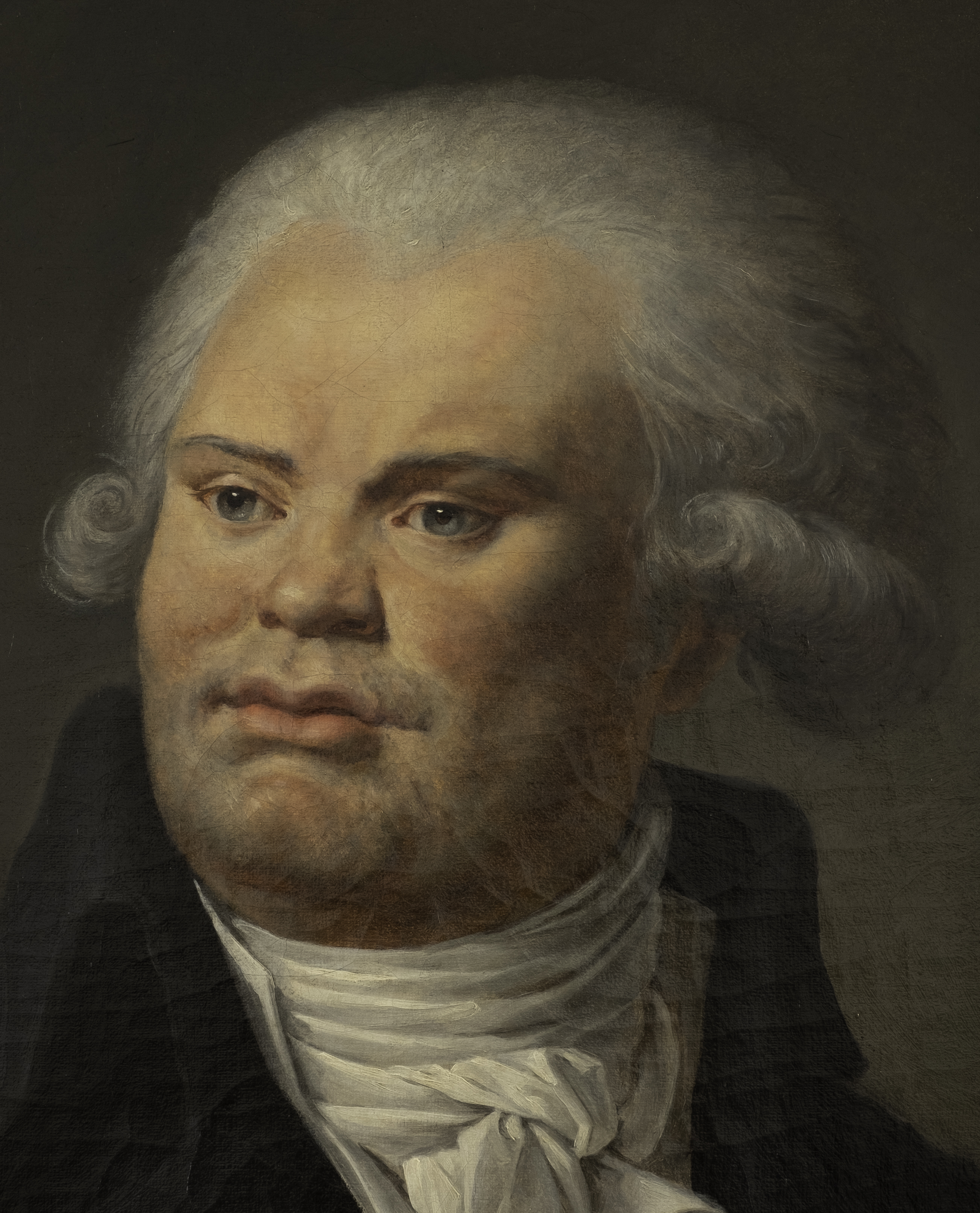
К.-М. Шарпантьє. Портрет Дантона (фрагмент). Париж, музей Карнавале.

У п'єсі Пшибишевської справжнім героєм виведений Робесп'єр; Дантон же, навпаки, бенкетує, коли парижани гинуть від голоду. Вайда у своєму фільмі дещо зміщує акценти, притушує звинувачення Дантона в черствості й продажності. Для нього за Дантоном стоїть здоровий капіталістичний світолад, а на Робесп'єра падає мертвотна тінь головних, умоглядних побудов соціалізму. Невипадково всіх радикалів у фільмі грають польські актори, а прибічників Дантона — французи.
Психологічний інтерес фільму тримається на дуелі двох видатних акторів — Пшоняка і Депардьє. Ідеалістичні розмови, що вигукуються охриплим Дантоном у залі суду, нагадали Роджеру Еберту спілкування футбольного тренера з гравцями під час п'ятнадцатихвилинки. Усупереч намірам режисера та назві кінострічки, багато оглядачів визнали фігурою фільму, що запам'ятовується і трагічною, швидше Робесп'єра у виконанні Пшоняка. На відміну від Дантона, який так і залишається цілісною брилою, характер Робесп'єра по ходу дії зазнає істотної еволюції.

## Сприйняття критиками
Французькі критики хворобливо поставилися до історичних неточностей, закладених в п'єсі Пшибишевської, і побачили в «Дантоні» не стільки повноцінний історичний фільм, скільки завуальований коментар до недавніх політичних подій, які змусили Вайду покинути Польщу. Дантона порівнювали з «народним трибуном» Лехом Валенсою, а Робесп'єра — з «диктатором», що відірвався від народу, Ярузельського; Вайді відводилося місце спостерігача — художника Давіда. В інтерв'ю газеті Le Monde після виходу фільму Вайда заперечував такі паралелі, у загальних рисах ототожнюючи Робесп'єра зі Східною Європою, а Дантона — із Західною.
Фільм критикували (або хвалили) за статичність, яка залишає по собі відчуття театральної постановки. «Відповідно до камерної природи цієї революції, „Дантон“ розгортається в ланцюжок здебільшого приватних, рельєфно змальованих зіткнень між Дантоном, здоровилом з розвиненим почуттям здорового глузду, і сталевим Робесп'єром», — написала The New York Times, що відмітила також «єдину у своєму роді та дещо моторошнувату фамільярність» стосунків між центральними фігурами революції. Неминучі сцени за участю масовки, мабуть, цікавили режисера менше, бо вони сильно програють по глибині психологічним баталіям двох головних героїв.

## Нагороди та номінації
| Список нагород та номінацій         | Список нагород та номінацій | Список нагород та номінацій               | Список нагород та номінацій                    | Список нагород та номінацій | Список нагород та номінацій |
| Кінопремія                          | Рік                         | Категорія                                 | Номінант(и)                                    | Результат                   |                             |
| ----------------------------------- | --------------------------- | ----------------------------------------- | ---------------------------------------------- | --------------------------- | --------------------------- |
| Приз Луї Деллюка                    | 1982                        | Найкращий фільм                           | Дантон                                         | Перемога                    |                             |
| Міжнародний кінофестиваль у Чикаго  | 1983                        | Золотий Г'юго за найкращий художній фільм | Дантон                                         | Номінація                   |                             |
| Монреальський кінофестиваль         | 1983                        | Приз за найкращу чоловічу роль            | Жерар Депардьє та Войцех Пшоняк                | Перемога                    |                             |
| Премія «Сезар»                      | 1983                        | Найкращий фільм                           | Дантон                                         | Номінація                   |                             |
| Премія «Сезар»                      | 1983                        | Найкраща режисерська робота               | Анджей Вайда                                   | Перемога                    |                             |
| Премія «Сезар»                      | 1983                        | Найкращий актор                           | Жерар Депардьє                                 | Номінація                   |                             |
| Премія «Сезар»                      | 1983                        | Найкращий адаптований сценарій            | Жан-Клод Карр'єр                               | Номінація                   |                             |
| Премія «Сезар»                      | 1983                        | Найкращий звук                            | Піотр Завадський, Домінік Еннекен, Жан-П'єр Ру | Номінація                   |                             |
| Спільнота кінокритиків Нью-Йорка    | 1983                        | Найкращий актор                           | Жерар Депардьє                                 | 2-е місце                   |                             |
| Премія BAFTA                        | 1984                        | Найкращий неангломовний фільм             | Дантон                                         | Перемога                    |                             |
| Кінофестиваль у Гдині               | 1984                        | Приз кінокритиків                         | Анджей Вайда                                   | Перемога                    |                             |
| Лондонське коло кінокритиків        | 1984                        | Режисер року                              | Анджей Вайда                                   | Перемога                    |                             |
| Національна спілка кінокритиків США | 1984                        | Найкращий актор                           | Жерар Депардьє                                 | Перемога                    |                             |